# Fluconazole
Fluconazol là một loại thuốc kháng nấm được sử dụng để điều trị cho một số bệnh nhiễm nấm. Các bệnh này có thể kể đến như candida, bệnh nấm blastomycoses bệnh nấm coccidiodomycoses, bệnh nấm cryptococcus, bệnh nấm histoplasmoses, bệnh nấm dermatophytoses, và bệnh lang ben. Chúng cũng được sử dụng để ngăn ngừa nấm candida ở những người có nguy cơ cao nhiễm bệnh như vừa cấy ghép nội tạng, trẻ sơ sinh nhẹ cân và những người có số lượng bạch cầu trung tính thấp. Thuốc này được đưa vào cơ thể qua đường miệng hoặc tiêm vào tĩnh mạch.
Các tác dụng phụ thường gặp bao gồm nôn mửa, tiêu chảy, phát ban và tăng men gan. Tác dụng phụ nghiêm trọng có thể kể đến các vấn đề về gan, kéo dài QT và co giật. Fluconazole được xếp vào nhóm thuốc kháng nấm triazole thế hệ đầu tiên.
Fluconazole được cấp bằng sáng chế vào năm 1981 và được đưa vào sử dụng thương mại vào năm 1988. Nó nằm trong danh sách các thuốc thiết yếu của Tổ chức Y tế Thế giới, tức là nhóm các loại thuốc hiệu quả và an toàn nhất cần thiết trong một hệ thống y tế. Fluconazole có sẵn dưới dạng thuốc gốc. Chi phí bán buôn ở các nước đang phát triển là khoảng 0,05 đến 0,10 USD mỗi ngày. Tại Hoa Kỳ, giá bán buôn vào khoảng 1.14 đến 1.75 USD mỗi ngày tính đến năm 2016.